# Gisou van der Goot
Françoise Gisou van der Goot (Teherán, 19 de septiembre de 1964) es una bióloga celular suizo-holandesa. Es profesora y vicepresidenta de Transformación Responsable en EPFL (École Polytechnique Fédérale de Lausanne) .

## Carrera profesional
Gisou van der Goot estudió ingeniería en la École Centrale de París. Se doctoró en biofísica molecular en el Centro de Investigación Nuclear de Saclay (Universidad Pierre y Marie Curie). Tras su doctorado, fue investigadora postdoctoral en el Laboratorio Europeo de Biología Molecular (EMBL) de Heidelberg. En 1994 trabajó como jefa de grupo en el Departamento de Bioquímica de la Universidad de Ginebra y, posteriormente, a partir de 2001, como profesora asociada en el departamento de microbiología y medicina molecular. Desde 2006, es profesora titular de microbiología molecular y celular en la Escuela de Ciencias de la Vida de la EPFL, de la que también fue decana hasta 2020. En septiembre de 2020, fue nombrada Vicepresidenta de Transformación Responsable de la EPFL para un mandato que comenzó en 2021.

## Investigación
Gisou van der Goot dirige el Laboratorio de Biología Celular y de Membranas en la Escuela de Ciencias de la Vida de la École Polytechnique Fédérale de Lausanne (EPFL). Su laboratorio estudia diversos aspectos de la dinámica de las membranas celulares e intracelulares. En particular, trata de comprender mejor el modo en que la palmitoilación de las proteínas regula la función del retículo endoplásmico y el tráfico de proteínas, los mecanismos que permiten a las proteínas bacterianas, como la toxina del ántrax, penetrar en las células objetivo, y los mecanismos moleculares que conducen a la fibromatosis hialina juvenil, un trastorno genético raro y debilitante. En el contexto de la pandemia de COVID-19, Gisou van der Goot declaró haber dedicado parte de su laboratorio a estudiar el SARS-CoV-2.

### Premios y honores
Gisou van der Goot obtuvo un premio de la Organización Europea de Biología Molecular (EMBO) para jóvenes investigadores en 2001 y un premio Howard Hughes International Scholar en 2005. En 2009, recibió el Premio de Investigación de la Fundación Leenaards y el Premio Marcel Benoist. Estos dos últimos premios se le concedieron por sus contribuciones a la bioquímica de la toxina bacteriana del patógeno del ántrax en la membrana de la célula huésped. En 2020, fue galardonada con el premio Suffrage Science.
Ha sido miembro de consejos científicos como el de la Fundación Nacional Suiza de la Ciencia, el Consejo Suizo de la Ciencia y el Consejo Europeo de Investigación (ERC).

## Trabajos seleccionados
- Klionsky, Daniel J.; Abdelmohsen, Kotb; Abe, Akihisa; Abedin, Md Joynal; Abeliovich, Hagai; Acevedo Arozena, Abraham; Adachi, Hiroaki; Adams, Christopher M.; Adams, Peter D. (2016). «Guidelines for the use and interpretation of assays for monitoring autophagy (3rd edition)». Autophagy 12 (1): 1-222. PMC 4835977. PMID 26799652. doi:10.1080/15548627.2015.1100356.
- Abrami, Laurence; Liu, Shihui; Cosson, Pierre; Leppla, Stephen H.; Van Der Goot, F. Gisou (2003). «Anthrax toxin triggers endocytosis of its receptor via a lipid raft–mediated clathrin-dependent process». Journal of Cell Biology 160 (3): 321-328. PMC 2172673. PMID 12551953. doi:10.1083/jcb.200211018.
- Gurcel, Laure; Abrami, Laurence; Girardin, Stephen; Tschopp, Jurg; Van Der Goot, F. Gisou (2006). «Caspase-1 Activation of Lipid Metabolic Pathways in Response to Bacterial Pore-Forming Toxins Promotes Cell Survival». Cell 126 (6): 1135-1145. PMID 16990137. doi:10.1016/j.cell.2006.07.033.
- Pizarro-Cerdá, Javier; MéResse, StéPhane; Parton, Robert G.; Van Der Goot, Gisou; Sola-Landa, Alberto; Lopez-Goñi, Ignacio; Moreno, Edgardo; Gorvel, Jean-Pierre (1998). «Brucella abortus Transits through the Autophagic Pathway and Replicates in the Endoplasmic Reticulum of Nonprofessional Phagocytes». Infection and Immunity 66 (12): 5711-5724. PMC 108722. PMID 9826346. doi:10.1128/IAI.66.12.5711-5724.1998.
- Van Der Goot, F. G.; González-Mañas, J. M.; Lakey, J. H.; Pattus, F. (1991). «A 'molten-globule' membrane-insertion intermediate of the pore-forming domain of colicin A». Nature 354 (6352): 408-410. Bibcode:1991Natur.354..408V. PMID 1956406. doi:10.1038/354408a0.
- Gruenberg, Jean; Van Der Goot, F. Gisou (2006). «Mechanisms of pathogen entry through the endosomal compartments». Nature Reviews Molecular Cell Biology 7 (7): 495-504. PMID 16773132. doi:10.1038/nrm1959.
- Peraro, Matteo Dal; Van Der Goot, F. Gisou (2016). «Pore-forming toxins: Ancient, but never really out of fashion». Nature Reviews Microbiology 14 (2): 77-92. PMID 26639780. doi:10.1038/nrmicro.2015.3.
- Dupont, Nicolas; Lacas-Gervais, Sandra; Bertout, Julie; Paz, Irit; Freche, Barbara; Van Nhieu, Guy Tran; Van Der Goot, F. Gisou; Sansonetti, Philippe J. et al. (2009). «Shigella Phagocytic Vacuolar Membrane Remnants Participate in the Cellular Response to Pathogen Invasion and Are Regulated by Autophagy». Cell Host & Microbe 6 (2): 137-149. PMID 19683680. doi:10.1016/j.chom.2009.07.005.